# Uno de los nuestros (programa de televisión)
No confundir con la película.
Uno de los nuestros fue un talent show español producido por Televisión Española en colaboración con Gestmusic y emitido en La 1 desde el 5 de octubre de 2013. y finalizado el 28 de diciembre de 2013. El formato es presentado por el humorista Carlos Latre. Este formato consistió en elegir al mejor vocalista del país en un show que lo forma una orquesta llamada «Los nuestros». El ganador del concurso se convirtió en el cantante y líder de la orquesta, y optó a un premio de 25.000 euros.

## Formato
Cada semana, los concursantes de Uno de los nuestros estarán arropados por 500 personas de público, que son el corazón de un enorme plató de más de 1.200 metros cuadrados, ambientando en el mundo de las grandes orquestas y con un aire al más puro estilo de los shows de Las Vegas.
Antes de convencer a los músicos de la orquesta, los concursantes tienen que ganarse el favor del público. Les tienen que animar, entretener y transmitir emociones. Tienen que conseguir que bailen, que canten con ellos y que conviertan el plató en una auténtica fiesta.

### Jurado
Las actuaciones de los concursantes son valoradas por un jurado profesional compuesto de tres personas. Los componentes del jurado son:
| Jurado            | Edad    | Famoso/a por...                                  |
| ----------------- | ------- | ------------------------------------------------ |
| María del Monte   | 62 años | Cantante y presentadora                          |
| Javier Gurruchaga | 67 años | Cantante, actor y presentador                    |
| Roser Murillo     | 45 años | Cantante, presentadora y productora discográfica |

### Concursantes

#### Elegidos
| Concursantes     | Lugar de procedencia       | Edad    | Ocupación | Duración | Información                     |
| ---------------- | -------------------------- | ------- | --------- | -------- | ------------------------------- |
| Dácil Suárez     | Las Palmas de Gran Canaria | 34 años | Cantante  | 91 días  | Elegida gala 1 / Ganadora       |
| Wences Sánchez   | Reus                       | 28 años | Cantante  | 91 días  | Elegido gala 4 / 2.º Finalista  |
| Sandra Polop     | Valencia                   | 25 años | Cantante  | 91 días  | Elegida gala 2 / 3.ª Finalista  |
| David Moreno     | Ripoll                     | 26 años | Cantante  | 91 días  | Elegido gala 4 / 4.º Finalista  |
| Edu Cayuela      | Santa Susana               | 26 años | Cantante  | 91 días  | Elegido gala 3 / 5.º Finalista  |
| Aurora Salazar   | Barberá del Vallés         | 35 años | Cantante  | 84 días  | Elegido gala 1 / 9.ª expulsada  |
| Eli Guillén      | Las Palmas de Gran Canaria | 25 años | Cantante  | 84 días  | Elegida gala 4 / 8.ª expulsada  |
| Frederlyn        | Villagarcía de Arosa       | 31 años | Cantante  | 77 días  | Elegida gala 2 / 7.º expulsado  |
| Jennifer Rubio   | Toledo                     | 20 años | Cantante  | 70 días  | Elegida gala 3 / 6.ª expulsada  |
| José Montoro     | Canals                     | 31 años | Cantante  | 63 días  | Elegido gala 1 / 5.º expulsado  |
| Macarena Sánchez | Alcalá de Guadaíra         | 22 años | Cantante  | 56 días  | Elegida gala 3 / 4.ª expulsada  |
| Patric Sánchez   | Molina de Segura           | 42 años | Cantante  | 49 días  | Elegido gala 3 / 3.er expulsado |
| Pepa Dolz        | Valencia                   | 49 años | Cantante  | 42 días  | Elegida gala 2 / 2.ª expulsada  |
| Pablo Muñoz      | Malpartida de Plasencia    | 28 años | Cantante  | 35 días  | Elegido gala 2 / 1.er expulsado |

#### No elegidos
| Concursantes        | Lugar de procedencia      | Edad    | Ocupación | Información        |
| ------------------- | ------------------------- | ------- | --------- | ------------------ |
| Lola Moreno         | Zaragoza                  | 41 años | Cantante  | No elegidos gala 1 |
| Curro Duque         | Sevilla                   | 26 años | Cantante  | No elegidos gala 1 |
| Mehran              | Málaga                    | 51 años | Cantante  | No elegidos gala 1 |
| Luis Sagasti        | Talavera de la Reina      | 57 años | Cantante  | No elegidos gala 1 |
| Rocío Ucles         | Almería                   | 35 años | Cantante  | No elegidos gala 1 |
| Mónica Bernal       | La Línea de la Concepción | 21 años | Cantante  | No elegidos gala 1 |
| Dani Ríos           | Neda                      | 33 años | Cantante  | No elegidos gala 2 |
| Mase Ledesma        | Palma de Mallorca         | 38 años | Cantante  | No elegidos gala 2 |
| Manuel Muñoz        | Málaga                    | 33 años | Cantante  | No elegidos gala 2 |
| Alejandra Pais      | La Coruña                 | 29 años | Cantante  | No elegidos gala 2 |
| Álex                | La Coruña                 | 43 años | Cantante  | No elegidos gala 2 |
| El niño de la Costa | Torredembarra (Tarragona) | 36 años | Cantante  | No elegidos gala 2 |
| Carlos Choin        | Granada                   | 49 años | Cantante  | No elegidos gala 2 |
| Yas Lázaro          | Salou (Tarragona)         | 30 años | Cantante  | No elegidos gala 3 |
| Basty Piñero        | Cádiz                     | 32 años | Cantante  | No elegidos gala 3 |
| María Chenlo        | Valga                     | 42 años | Cantante  | No elegidos gala 3 |
| Pablo Vera          | Madrid                    | 27 años | Cantante  | No elegidos gala 3 |
| Louis Stevens       | Lepe                      | 46 años | Cantante  | No elegidos gala 3 |
| María Lozano        | Málaga                    | 30 años | Cantante  | No elegidos gala 3 |
| María Blanes        | Santa Susana              | 29 años | Cantante  | No elegidos gala 4 |
| Esther de Pazos     | Alhaurín de la Torre      | 28 años | Cantante  | No elegidos gala 4 |
| Domi                | Madrid                    | 33 años | Cantante  | No elegidos gala 4 |
| Luismi Grayonay     | Málaga                    | 28 años | Cantante  | No elegidos gala 4 |
| La Negra Mayte      | San Pedro de Alcántara    | 43 años | Cantante  | No elegidos gala 4 |
| Nando Hidalgo       | Málaga                    | 33 años | Cantante  | No elegidos gala 4 |
| Santiago Vélez      | Sevilla                   | 24 años | Cantante  | No elegidos gala 4 |

## Estadísticas semanales
|                               | Fase de selección | Fase de selección | Fase de selección | Fase de selección | Fase de competición | Fase de competición | Fase de competición | Fase de competición | Fase de competición | Fase de competición | Fase de competición | Fase de competición | Fase de competición | Fase de competición | Fase de competición | Fase de competición | Fase de competición | Fase de competición | Fase de competición | Fase de competición | Fase de competición | Fase de competición |
| Gala 1                        | Gala 2            | Gala 3            | Gala 4            | Gala 5            | Gala 5              | Gala 6              | Gala 6              | Gala 7              | Gala 7              | Gala 8              | Gala 8              | Gala 9              | Gala 9              | Gala 10             | Gala 10             | Gala 11             | Gala 11             | Semifinal           | Semifinal           | Final               | Final               |                     |
| ----------------------------- | ----------------- | ----------------- | ----------------- | ----------------- | ------------------- | ------------------- | ------------------- | ------------------- | ------------------- | ------------------- | ------------------- | ------------------- | ------------------- | ------------------- | ------------------- | ------------------- | ------------------- | ------------------- | ------------------- | ------------------- | ------------------- | ------------------- |
| Dácil                         | Sí                | Sin participar    | Sin participar    | Sin participar    | Salvada             | Salvada             | Salvada             | Salvada             | Ganadora            | Ganadora            | Salvada             | Salvada             | Salvada             | Salvada             | Ganadora            | Ganadora            | Salvada             | Salvada             | Salvada             | Finalista           | Primera             | Ganadora            |
| Wences                        | Sin participar    | Sin participar    | Sin participar    | Sí                | Salvado             | Salvado             | Salvado             | Salvado             | Salvado             | Salvado             | Salvado             | Salvado             | Salvado             | Salvado             | Salvado             | Salvado             | Ganador             | Ganador             | Salvado             | Finalista           | Tercero             | Segundo             |
| Sandra                        | Sin participar    | Sí                | Sin participar    | Sin participar    | Salvada             | Salvada             | Salvada             | Salvada             | Salvada             | Salvada             | Salvada             | Salvada             | Nom                 | Salv                | Salvada             | Salvada             | Salvada             | Salvada             | Ganadora            | Finalista           | Segunda             | Tercera             |
| David                         | Sin participar    | Sin participar    | Sin participar    | Sí                | Salvado             | Salvado             | Salvado             | Salvado             | Salvado             | Salvado             | Ganador             | Ganador             | Salvado             | Salvado             | Salvado             | Salvado             | Salvado             | Salvado             | Nom                 | Finalista           | Cuarto              |                     |
| Edu                           | Sin participar    | Sin participar    | Sí                | Sin participar    | Ganador             | Ganador             | Salvado             | Salvado             | Salvado             | Salvado             | Salvado             | Salvado             | Salvado             | Salvado             | Salvado             | Salvado             | Nom                 | Salv                | Salvado             | Finalista           | Quinto              |                     |
| Aurora                        | Sí                | Sin participar    | Sin participar    | Sin participar    | Salvada             | Salvada             | Salvada             | Salvada             | Salvada             | Salvada             | Salvada             | Salvada             | Ganadora            | Ganadora            | Nom                 | Salv                | Salvada             | Salvada             | Nom                 | Exp                 |                     |                     |
| Eli                           | Sin participar    | Sin participar    | Sin participar    | Sí                | Salvada             | Salvada             | Ganadora            | Ganadora            | Salvada             | Salvada             | Salvada             | Salvada             | Salvada             | Salvada             | Salvada             | Salvada             | Salvada             | Salvada             | Nom                 | Exp                 |                     |                     |
| Frederlyn                     | Sí                | Sin participar    | Sin participar    | Sin participar    | Salvado             | Salvado             | Nom                 | Salv                | Salvado             | Salvado             | Nom                 | Salv                | Salvado             | Salvado             | Salvado             | Salvado             | Nom                 | Exp                 |                     |                     |                     |                     |
| Jennifer                      | Sin participar    | Sin participar    | Sí                | Sin participar    | Salvada             | Salvada             | Salvada             | Salvada             | Nom                 | Salv                | Salvada             | Salvada             | Salvada             | Salvada             | Nom                 | Exp                 |                     |                     |                     |                     |                     |                     |
| José                          | Sí                | Sin participar    | Sin participar    | Sin participar    | Salvado             | Salvado             | Salvado             | Salvado             | Salvado             | Salvado             | Salvado             | Salvado             | Nom                 | Exp                 |                     |                     |                     |                     |                     |                     |                     |                     |
| Macarena                      | Sin participar    | Sin participar    | Sí                | Sin participar    | Nom                 | Salv                | Salvada             | Salvada             | Salvada             | Salvada             | Nom                 | Exp                 |                     |                     |                     |                     |                     |                     |                     |                     |                     |                     |
| Patric                        | Sin participar    | Sin participar    | Sí                | Sin participar    | Salvado             | Salvado             | Salvado             | Salvado             | Nom                 | Exp                 |                     |                     |                     |                     |                     |                     |                     |                     |                     |                     |                     |                     |
| Pepa                          | Sin participar    | Sí                | Sin participar    | Sin participar    | Salvada             | Salvada             | Nom                 | Exp                 |                     |                     |                     |                     |                     |                     |                     |                     |                     |                     |                     |                     |                     |                     |
| Pablo                         | Sin participar    | Sí                | Sin participar    | Sin participar    | Nom                 | Exp                 |                     |                     |                     |                     |                     |                     |                     |                     |                     |                     |                     |                     |                     |                     |                     |                     |
| Eliminados en las selecciones |                   |                   |                   |                   |                     |                     |                     |                     |                     |                     |                     |                     |                     |                     |                     |                     |                     |                     |                     |                     |                     |                     |
| María                         | Sin participar    | Sin participar    | Sin participar    | No                |                     |                     |                     |                     |                     |                     |                     |                     |                     |                     |                     |                     |                     |                     |                     |                     |                     |                     |
| Esther                        | Sin participar    | Sin participar    | Sin participar    | No                |                     |                     |                     |                     |                     |                     |                     |                     |                     |                     |                     |                     |                     |                     |                     |                     |                     |                     |
| Domi                          | Sin participar    | Sin participar    | Sin participar    | No                |                     |                     |                     |                     |                     |                     |                     |                     |                     |                     |                     |                     |                     |                     |                     |                     |                     |                     |
| Luismi                        | Sin participar    | Sin participar    | Sin participar    | No                |                     |                     |                     |                     |                     |                     |                     |                     |                     |                     |                     |                     |                     |                     |                     |                     |                     |                     |
| Mayte                         | Sin participar    | Sin participar    | Sin participar    | No                |                     |                     |                     |                     |                     |                     |                     |                     |                     |                     |                     |                     |                     |                     |                     |                     |                     |                     |
| Nando                         | Sin participar    | Sin participar    | Sin participar    | No                |                     |                     |                     |                     |                     |                     |                     |                     |                     |                     |                     |                     |                     |                     |                     |                     |                     |                     |
| Santiago                      | Sin participar    | Sin participar    | Sin participar    | No                |                     |                     |                     |                     |                     |                     |                     |                     |                     |                     |                     |                     |                     |                     |                     |                     |                     |                     |
| Yas                           | Sin participar    | Sin participar    | No                |                   |                     |                     |                     |                     |                     |                     |                     |                     |                     |                     |                     |                     |                     |                     |                     |                     |                     |                     |
| Basty                         | Sin participar    | Sin participar    | No                |                   |                     |                     |                     |                     |                     |                     |                     |                     |                     |                     |                     |                     |                     |                     |                     |                     |                     |                     |
| María                         | Sin participar    | Sin participar    | No                |                   |                     |                     |                     |                     |                     |                     |                     |                     |                     |                     |                     |                     |                     |                     |                     |                     |                     |                     |
| Pablo                         | Sin participar    | Sin participar    | No                |                   |                     |                     |                     |                     |                     |                     |                     |                     |                     |                     |                     |                     |                     |                     |                     |                     |                     |                     |
| Louis                         | Sin participar    | Sin participar    | No                |                   |                     |                     |                     |                     |                     |                     |                     |                     |                     |                     |                     |                     |                     |                     |                     |                     |                     |                     |
| María                         | Sin participar    | Sin participar    | No                |                   |                     |                     |                     |                     |                     |                     |                     |                     |                     |                     |                     |                     |                     |                     |                     |                     |                     |                     |
| Dani                          | Sin participar    | No                |                   |                   |                     |                     |                     |                     |                     |                     |                     |                     |                     |                     |                     |                     |                     |                     |                     |                     |                     |                     |
| Mase                          | Sin participar    | No                |                   |                   |                     |                     |                     |                     |                     |                     |                     |                     |                     |                     |                     |                     |                     |                     |                     |                     |                     |                     |
| Manuel                        | Sin participar    | No                |                   |                   |                     |                     |                     |                     |                     |                     |                     |                     |                     |                     |                     |                     |                     |                     |                     |                     |                     |                     |
| Alejandra                     | Sin participar    | No                |                   |                   |                     |                     |                     |                     |                     |                     |                     |                     |                     |                     |                     |                     |                     |                     |                     |                     |                     |                     |
| Álex                          | Sin participar    | No                |                   |                   |                     |                     |                     |                     |                     |                     |                     |                     |                     |                     |                     |                     |                     |                     |                     |                     |                     |                     |
| Niño                          | Sin participar    | No                |                   |                   |                     |                     |                     |                     |                     |                     |                     |                     |                     |                     |                     |                     |                     |                     |                     |                     |                     |                     |
| Carlos                        | Sin participar    | No                |                   |                   |                     |                     |                     |                     |                     |                     |                     |                     |                     |                     |                     |                     |                     |                     |                     |                     |                     |                     |
| Lola                          | No                |                   |                   |                   |                     |                     |                     |                     |                     |                     |                     |                     |                     |                     |                     |                     |                     |                     |                     |                     |                     |                     |
| Curro                         | No                |                   |                   |                   |                     |                     |                     |                     |                     |                     |                     |                     |                     |                     |                     |                     |                     |                     |                     |                     |                     |                     |
| Mehran                        | No                |                   |                   |                   |                     |                     |                     |                     |                     |                     |                     |                     |                     |                     |                     |                     |                     |                     |                     |                     |                     |                     |
| Luis                          | No                |                   |                   |                   |                     |                     |                     |                     |                     |                     |                     |                     |                     |                     |                     |                     |                     |                     |                     |                     |                     |                     |
| Rocío                         | No                |                   |                   |                   |                     |                     |                     |                     |                     |                     |                     |                     |                     |                     |                     |                     |                     |                     |                     |                     |                     |                     |
| Mónica                        | No                |                   |                   |                   |                     |                     |                     |                     |                     |                     |                     |                     |                     |                     |                     |                     |                     |                     |                     |                     |                     |                     |

### Audiencias
| Fecha      | Características del Programa                       | Audiencia         | Ref.   |
| ---------- | -------------------------------------------------- | ----------------- | ------ |
| 05/10/2013 | Gala 1 / Elegidos Aurora, José, Frederlyn y Dácil  | 1 812 000 (12,1%) | [ 5 ]  |
| 12/10/2013 | Gala 2 / Elegidos Pepa, Sandra y Pablo             | 1 494 000 (9,5%)  | [ 6 ]  |
| 19/10/2013 | Gala 3 / Elegidos Edu, Jennifer, Macarena y Patric | 1 411 000 (8,8%)  | [ 7 ]  |
| 26/10/2013 | Gala 4 / Elegidos David, Eli y Wences              | 1 608 000 (9,7%)  | [ 8 ]  |
| 02/11/2013 | Gala 5 / Eliminado Pablo                           | 1 291 000 (8,0%)  | [ 9 ]  |
| 09/11/2013 | Gala 6 / Eliminada Pepa                            | 1 414 000 (8,5%)  | [ 10 ] |
| 16/11/2013 | Gala 7 / Eliminado Patric                          | 1 154 000 (6,5%)  | [ 11 ] |
| 23/11/2013 | Gala 8 / Eliminada Macarena                        | 1 370 000 (8,0%)  | [ 12 ] |
| 30/11/2013 | Gala 9 / Eliminado José                            | 1 172 000 (6,9%)  | [ 13 ] |
| 07/12/2013 | Gala 10 / Eliminada Jennifer                       | 900 000 (5,6%)    | [ 14 ] |
| 14/12/2013 | Gala 11 / Eliminado Frederlyn                      | 1 074 000 (6,2%)  | [ 15 ] |
| 21/12/2013 | Gala 12 / Semifinal / Eliminadas Aurora y Eli      | 1 177 000 (6,8%)  | [ 16 ] |
| 28/12/2013 | Gala 13 / Final / Ganadora: Dácil                  | 1 406 000 (8,2%)  | [ 17 ] |

### PalmarésUno de los nuestros
| Edición                                    | Fecha | Ganador      | Segundo Finalista | Tercer Finalista |
| ------------------------------------------ | ----- | ------------ | ----------------- | ---------------- |
| [ 1 ] Uno de los nuestros: Primera edición | 2013  | Dácil Suárez | Wences Sánchez    | Sandra Polop     |

### Audiencia media de todas las ediciones
| Edición                                    | Fecha | Espectadores | Share | La Final         |
| ------------------------------------------ | ----- | ------------ | ----- | ---------------- |
| [ 1 ] Uno de los nuestros: Primera edición | 2013  | 1 329 000    | 8,1%  | 1.406.000 (8,2%) |